# Francisco Javier Castaño Allende
Francisco Javier Castaño Allende (Gijón, 29 de desembre de 1972) és un exfutbolista asturià.

## Trajectòria
Producte del planter de l'Sporting de Gijón, Castaño debuta amb el primer equip a la penúltima jornada de la temporada 90/91, contra el RCD Espanyol. Tot i així, continua jugant amb el filial sportinguista fins a la temporada 93/94, quan ja s'hi incorpora definitivament a l'Sporting de Gijón. Hi milita dues campanyes amb els asturians, disputant 28 partits a la primera i 24 a la segona campanya.
En 1995 fitxa pel CD Logroñés, equip al que ajuda a tornar a la màxima categoria. La temporada 96/97, de nou a Primera, Castaño juga 31 partits amb els riojans, que no poden mantindre la plaça en Primera. L'asturià encara acompanyaria una campanya més al Logroñés en la categoria d'argent abans de fitxar pel CD Numancia, amb qui tornaria a viure un ascens a primera divisió.
La temporada 99/00, Castaño signa la seua millor temporada en la primera divisió. Amb els sorians, disputa 34 partits i marca quatre gols, que contribueixen a la permanència dels castellans. Els bons números criden l'atenció del Reial Betis, en aquella època a la Segona Divisió. La temporada 00/01, el primer any com a bètic, juga 26 partits i viu el tercers ascens a Primera, però a l'any següent no entra en els plans dels verd-i-blancs, i tot just apareix en dos ocasions.
Després d'una campanya en Segona amb el Llevant UE, Castaño torna a Astúries. Juga en Tercera Divisió des del 2003, on ha alternat el pas per l'Oviedo Astur, el Langreo, la Unión Ceares y Marino de Luanco.

### Clubs
- 90-91 Sporting juvenil
- 90-95 Sporting de Gijón
- 91-93 Sporting At.
- 95-98 Logronyés
- 98-00 Numancia
- 00-02 Betis
- 02-03 Llevant
- 03-04 Oviedo ACF
- 04-06 U.P. Langreo
- 06-09 Unión de Ceares
- 09-11 Marino de Luanco